# 賈托冰原島峰
72°21′S 165°52′E / 72.350°S 165.867°E
賈托冰原島峰（英語：Jato Nunatak）是南極洲的冰原島峰，位於維多利亞地的博克格雷溫克海岸，屬於巴克山脈的一部分，由新西蘭探險隊命名，現時由南極條約體系管理。